# Museo di esperanto
Il Museo dell'Esperanto della Biblioteca Nazionale Austriaca è uno dei musei linguistici più antichi al mondo e una delle istituzioni più importanti nel suo genere. Fin dalla sua fondazione nel 1927, il museo ha ospitato una vasta biblioteca, che nel 1990 è stata rinominata Collezione delle Lingue Pianificate. Oltre 90 anni di raccolta continua hanno portato alla creazione della più grande biblioteca specializzata al mondo per l'Esperanto, le lingue pianificate e l'interlinguistica.

## La Storia
Il Museo dell'Esperanto fu fondato nel 1927 da Hugo Steiner sotto forma di associazione e nel 1928 fu integrato nella Biblioteca Nazionale con il nome di "Museo Internazionale dell'Esperanto". Secondo Hugo Steiner, l'idea di fondare un museo dell'Esperanto nacque durante il 19° Congresso universale di esperanto a Danzica nel 1927 e risale a Felix Zamenhof, fratello di Ludwik Zamenhof. Dopo l'annessione dell'Austria, la collezione dovette chiudere nel 1938, e la riapertura avvenne nel 1947 nella Michaelertrakt della Hofburg. Nel 2005, il Museo dell'Esperanto e la Collezione delle Lingue Pianificate si trasferirono nel Palazzo Mollard-Clary, situato in Herrengasse 9, a Vienna.

## La Collezione
La Collezione delle Lingue Pianificate, con più di 150.000 supporti, è la più grande biblioteca specializzata al mondo per l’interlinguistica e documenta circa 500 lingue pianificate (o progetti), tra cui Volapük, Ido, Interlingue (Occidental) e Interlingua. La collezione conserva circa 45.000 volumi di biblioteca, 30.000 lettere e manoscritti, 22.000 fotografie, 4.500 diversi titoli di periodici, 3.500 oggetti museali, 1.800 manifesti, 1.700 supporti audiovisivi e 80 archivi di origine personale e istituzionale, tra cui collezioni di Marjorie Boulton, Kálmán Kalocsay, Juan Régulo Pérez, Manuel de Seabra, Eugen Wüster, Ludwik Zamenhof e l’archivio dell’Universala Esperanto-Asocio. I materiali sono consultabili online nei cataloghi QuickSearch e ÖNB Digital, con più di 45.000 voci catalogate che offrono un collegamento diretto alla versione digitalizzata.

## L'Esposizione

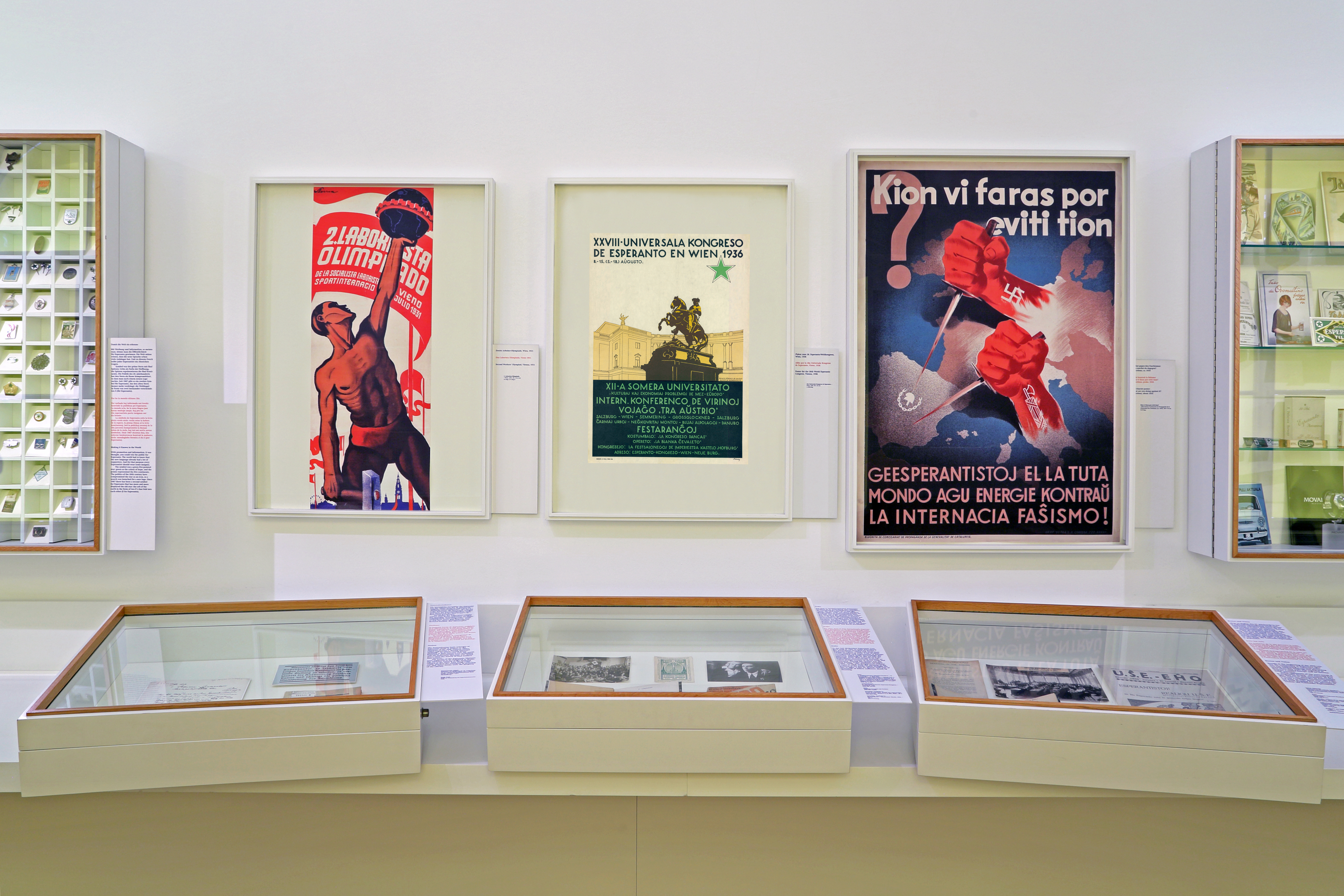
Mostra nel Museo dell'Esperanto

L’esposizione permanente multimediale esplora la storia movimentata dell’Esperanto, dalla pubblicazione di Unua Libro nel 1887, la sua rapida diffusione prima della Prima Guerra Mondiale, le persecuzioni sotto il nazionalsocialismo, fino alla pratica linguistica contemporanea. Il costante progresso dell’Esperanto nel campo della letteratura è dimostrato, tra gli altri, dalla letteratura originale esperantista di Gyula Baghy, William Auld e Spomenka Štimec, le cui opere sono state tradotte in diverse lingue. Attraverso stazioni multimediali interattive vengono presentate anche altre lingue pianificate, come la mistica Lingua Ignota di Ildegarda di Bingen, la lingua musicale Solresol e il klingon della serie televisiva Star Trek.